# Байич, Александар
Александар Байич (серб. Александар Бајић; род. 25 августа 1987, Белград) — сербский футболист, выступавший на позиции нападающего.

## Карьера
Начинал свою карьеру в клубе «Раднички (Белград)». За свою карьеру выступал в клубах из элитных лиг Боснии и Герцеговины, Словении, Венгрии и Словакии.
В августе 2008 года Байич заключил контракт с клубом Первого дивизиона СКА (Ростов-на-Дону). Однако нападающему не удалось пробиться в основной состав «армейцев». До конца сезона серб только три раза вышел на замену. После окончания первенства он вернулся на родину.

## Достижения
- Финалист Кубка Словении (1) : 2012/2013.